# Hoffmannseggia repens
Hoffmannseggia repens là một loài thực vật có hoa trong họ Đậu. Loài này được (Eastw.) Cockerell miêu tả khoa học đầu tiên.